# Henri-André Laperrière

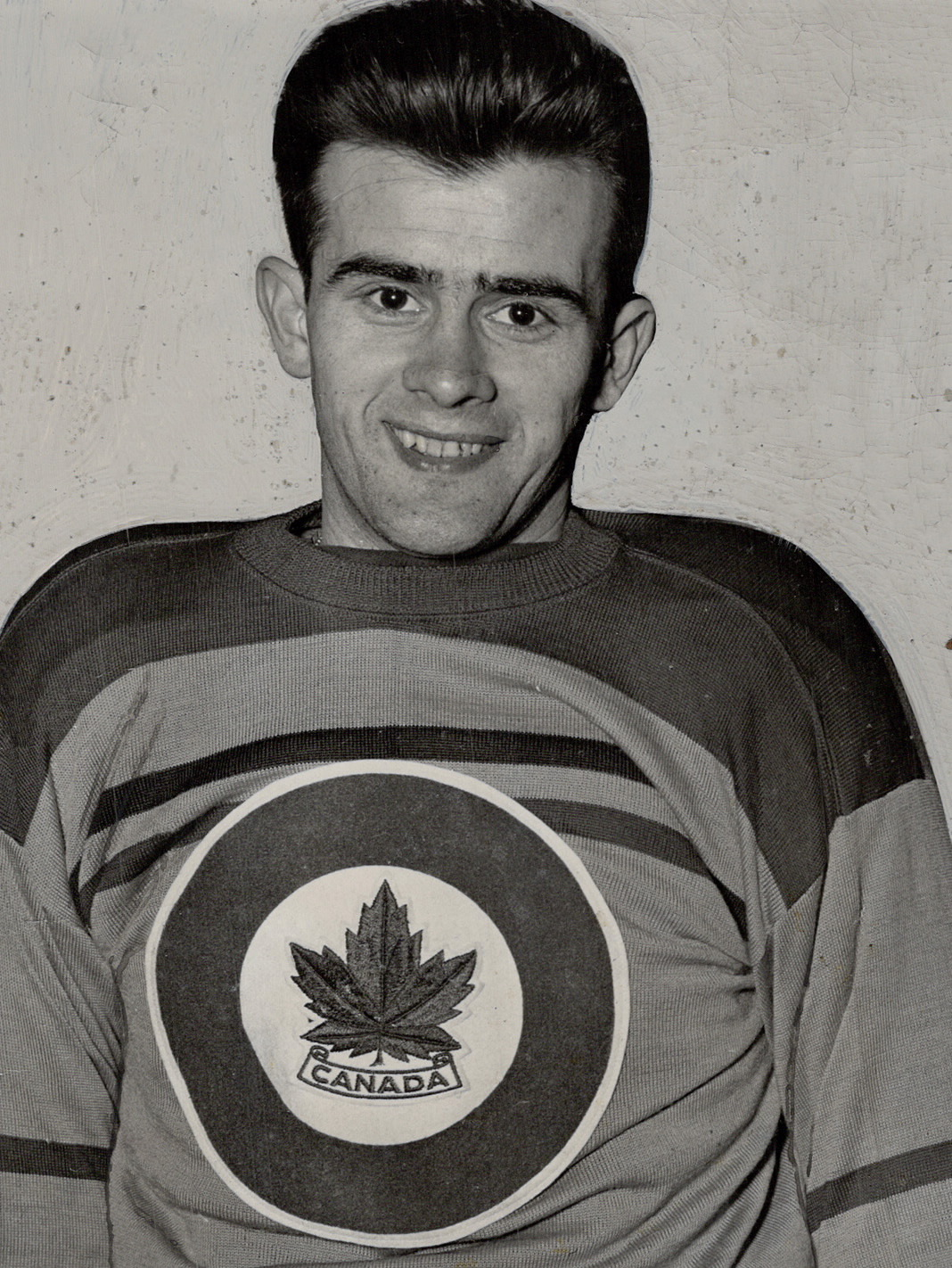
Henri-André Laperrière (1948)

Henri-André Laperrière (* 12. Juni 1925 in Montréal, Québec; † 8. März 2015 ebenda) war ein kanadischer Eishockeyspieler. Bei den Olympischen Winterspielen 1948 gewann er als Mitglied der kanadischen Nationalmannschaft die Goldmedaille.

## Karriere
Henri-André Laperrière begann seine Karriere als Eishockeyspieler bei den Verdun Terriers, für die er in der Saison 1944/45 in der Quebec Junior Hockey League aktiv war. Anschließend spielte er sechs Jahre lang für die University of Montreal Carabins, bei denen er 1950 seine Karriere beendete. 1948 repräsentierte er zudem Kanada als Gastspieler mit den RCAF Flyers bei den Olympischen Winterspielen. Um für die Militärmannschaft spielen zu können, wurde er als Private in die Royal Canadian Air Force aufgenommen.

### International
Für Kanada nahm Laperrière an den Olympischen Winterspielen 1948 in St. Moritz teil, bei denen er mit seiner Mannschaft die Goldmedaille gewann. In acht Spielen erzielte er je ein Tor und eine Vorlage.

## Erfolge und Auszeichnungen
- 1948 Goldmedaille bei den Olympischen Winterspielen

## Belege
1. ↑  Décès d’André Laperrière. In: Le Journal d'Outremont - journaloutremont.com. 17. März 2015, abgerufen am 17. Januar 2018 (französisch).

| Personendaten    | Personendaten                                                                      |
| ---------------- | ---------------------------------------------------------------------------------- |
| NAME             | Laperrière, Henri-André                                                            |
| ALTERNATIVNAMEN  | Laperriere, Henri-Andre (vollständiger Name); Laperrière, André; Laperriere, Andre |
| KURZBESCHREIBUNG | kanadischer Eishockeyspieler                                                       |
| GEBURTSDATUM     | 12. Juni 1925                                                                      |
| GEBURTSORT       | Montréal, Québec, Kanada                                                           |
| STERBEDATUM      | 8. März 2015                                                                       |
| STERBEORT        | Montréal, Québec, Kanada                                                           |